# Eliud Williams
Eliud Thaddeus Williams (21 agosto 1948) è un politico dominicense.
Dal settembre 2012 all'ottobre 2013 è stato il Presidente della Dominica. È rappresentante del partito social-democratico PLD (Partido Laborista de Dominica).